# نیسان دیزل یوای
نیسان دیزل یوای (Nissan Diesel UA) خودرویی است که در سال‌های ۱۹۷۳ تا ۲۰۰۵تولید شده‌است.
این خودرو در کلاس اتوبوس قرار گرفته و است. سیستم جعبه‌دندهٔ آن ۵ دنده به دو صورت خودکار و دستی است.

## نگارخانه

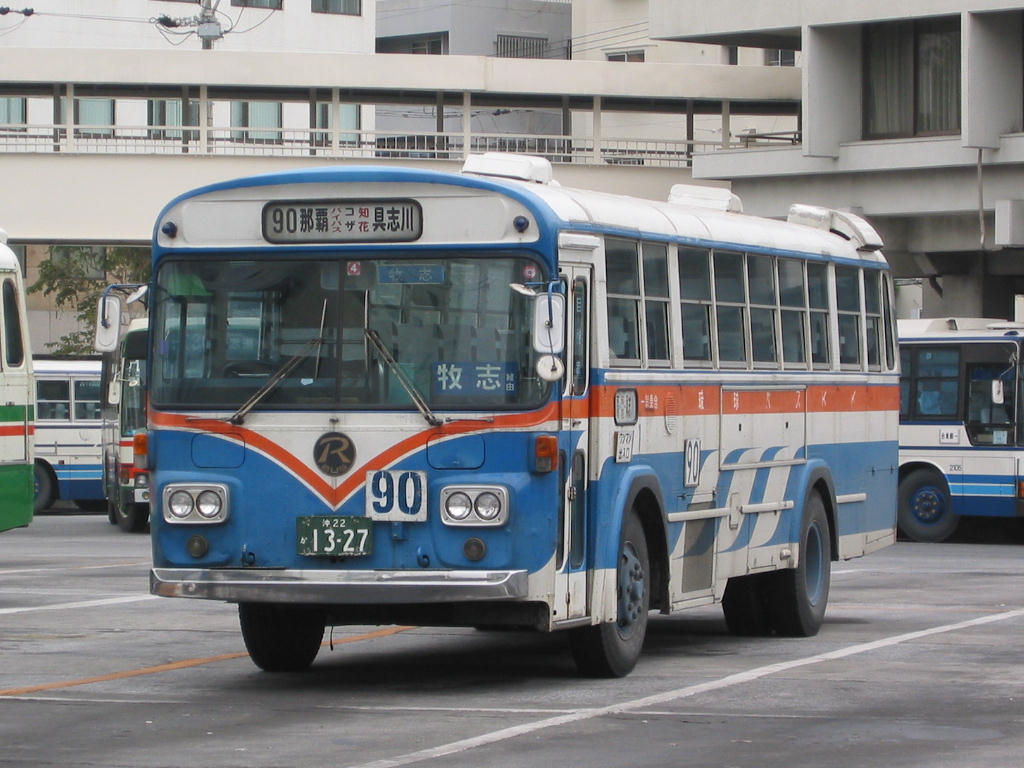
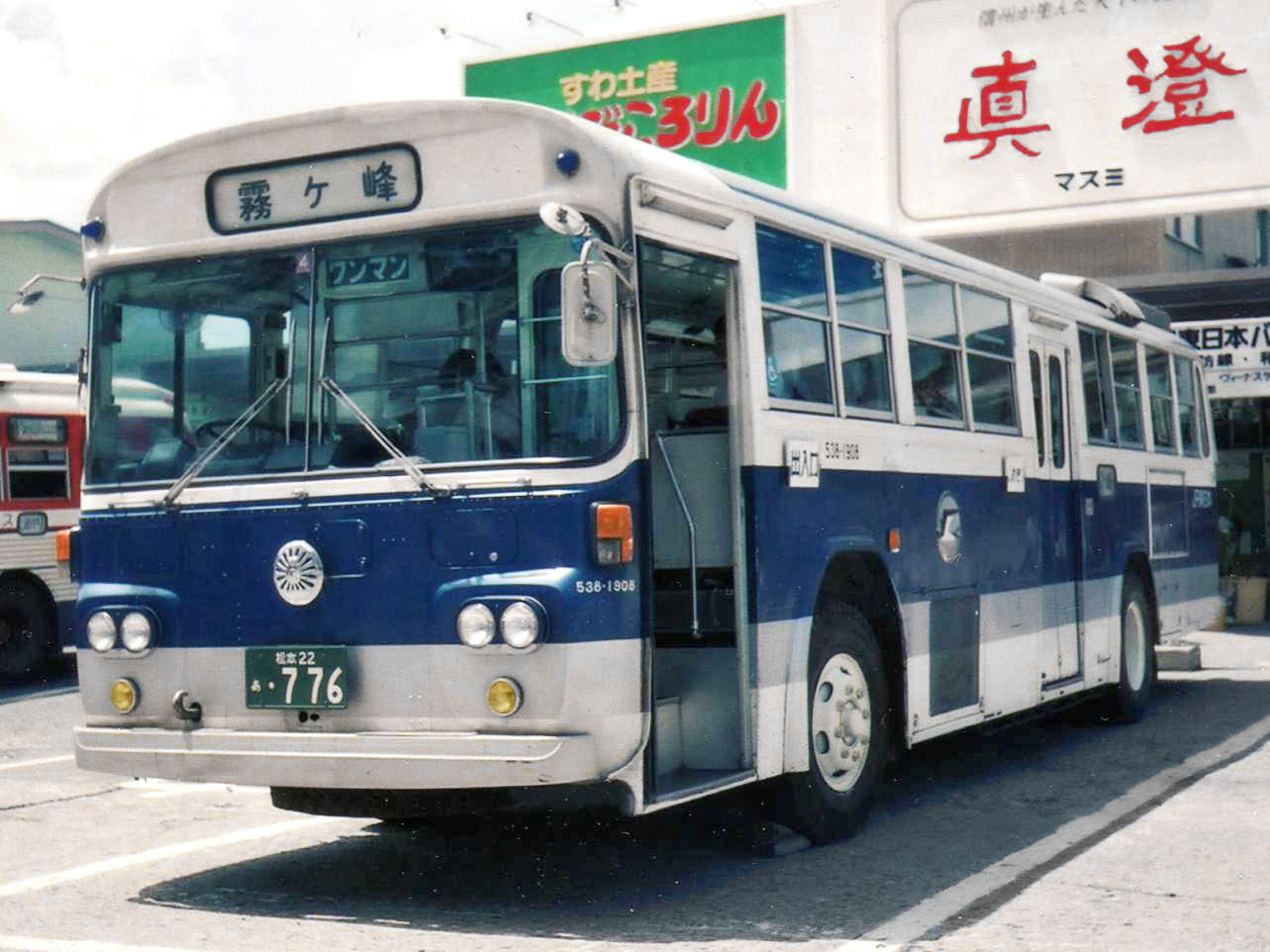
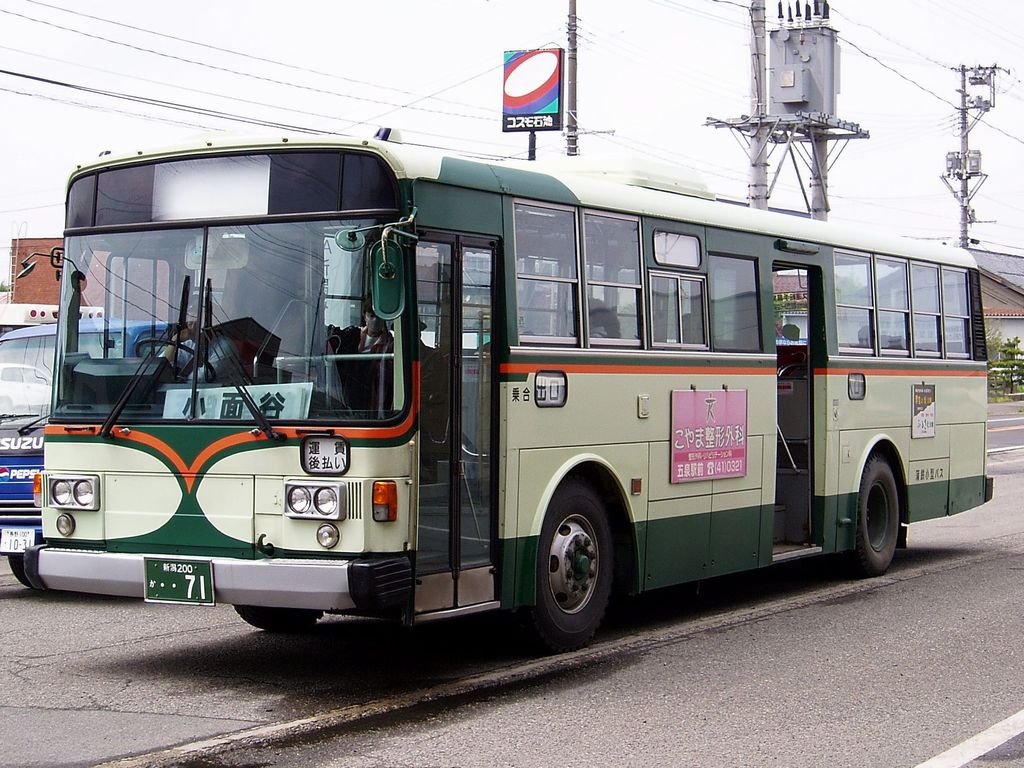